# Dudu Cearense
Dudu Cearense (n. 15 aprilie 1983, Fortaleza, Ceará, Brazilia) este un fotbalist brazilian.

## Statistici
| Brazilia | Brazilia | Brazilia |
| An       | Meciuri  | Goluri   |
| -------- | -------- | -------- |
| 2004     | 4        | 0        |
| 2005     | 0        | 0        |
| 2006     | 5        | 0        |
| 2007     | 2        | 0        |
| Total    | 11       | 0        |